# Кроуфорд (окръг, Мичиган)
Вижте пояснителната страница за други значения на Кроуфорд.
Окръг Кроуфорд (на английски: Crawford County) е окръг в щата Мичиган, Съединени американски щати. Площта му е 1458 km², а населението - 14 273 души (2000). Административен център е град Грейлинг.